# Освіго (Південна Кароліна)
Освіго (англ. Oswego) — переписна місцевість (CDP) в США, в окрузі Самтер штату Південна Кароліна. Населення — 86 осіб (2020).

## Географія
Освіго розташоване за координатами 34°0′20″ пн. ш. 80°17′10″ зх. д. / 34.00556° пн. ш. 80.28611° зх. д. (34.005598, -80.286146).  За даними Бюро перепису населення США в 2010 році переписна місцевість мала площу 3,12 км², уся площа — суходіл.

## Демографія
Згідно з переписом 2010 року, у переписній місцевості мешкали 84 особи в 37 домогосподарствах у складі 26 родин. Густота населення становила 27 осіб/км².  Було 42 помешкання (13/км²).
Расовий склад населення:
| - 86,9 % — білих - 13,1 % — чорних або афроамериканців |

До двох чи більше рас належало 0,0 %. Частка іспаномовних становила 2,4 % від усіх жителів.
За віковим діапазоном населення розподілялося таким чином: 21,4 % — особи молодші 18 років, 52,4 % — особи у віці 18—64 років, 26,2 % — особи у віці 65 років та старші. Медіана віку мешканця становила 50,7 року. На 100 осіб жіночої статі у переписній місцевості припадало 104,9 чоловіків;  на 100 жінок у віці від 18 років та старших — 94,1 чоловіків також старших 18 років.
Цивільне працевлаштоване населення становило 0 осіб. 